# セヴン・ステップス・トゥ・ヘヴン
『セヴン・ステップス・トゥ・ヘヴン』（Seven Steps to Heaven）は、アメリカ合衆国のジャズ・ミュージシャン、マイルス・デイヴィスが1963年に録音・発表したスタジオ・アルバム。

## 解説
以後長きにわたりデイヴィスのクインテットで活動するロン・カーター、ハービー・ハンコック、トニー・ウィリアムスが初参加したアルバムだが、収録曲のうち3曲は、ハンコックとウィリアムスの加入前の1963年4月16日にロサンゼルスで録音された。なお、デイヴィスは4月のセッションに参加したヴィクター・フェルドマンを正式メンバーに迎えることも考えていたが、フェルドマンは当時スタジオ・ミュージシャンとして多忙で、ツアーへの参加を断ったことから実現に至らなかった。タイトル曲と「ジョシュア」はフェルドマンが作曲に貢献したが、本作ではいずれもハンコックおよびウィリアムスの加入後の録音が採用され、フェルドマン自身が参加したヴァージョンは、2004年発売のボックス・セット『Miles Davis - The Complete 1963-64 Columbia Recordings』(MQ10-226)で発表された。
アメリカでは15週にわたって総合アルバム・チャートのBillboard 200入りを果たし、1963年10月5日に最高62位を記録した。

## 収録曲
1. ベイズン・ストリート・ブルース - "Basin Street Blues" (Spencer Williams) - 10:30
2. セヴン・ステップス・トゥ・ヘヴン - "Seven Steps to Heaven" (Victor Feldman, Miles Davis) - 6:26
3. アイ・フォール・イン・ラヴ・トゥー・イージリィ - "I Fall in Love Too Easily" (Jule Styne, Sammy Cahn) - 6:46
4. ソー・ニアー、ソー・ファー - "So Near, So Far" (Tony Crombie, Benny Green) - 6:59
5. 家へおいでよ - "Baby Won't You Please Come Home" (Clarence Williams, Charles Warfield) - 8:28
6. ジョシュア - "Joshua" (V. Feldman) - 7:00

### 2005年リマスターCDボーナス・トラック
1. ソー・ニアー、ソー・ファー - "So Near, So Far" (T. Crombie, B. Green) - 5:11
2. サマー・ナイト - "Summer Night" (Harry Warren, Al Dubin) - 6:02

## 参加ミュージシャン
- マイルス・デイヴィス - トランペット
- ジョージ・コールマン - テナー・サクソフォーン
- ヴィクター・フェルドマン - ピアノ(on #1, #3, #5)
- ハービー・ハンコック - ピアノ(on #2, #4, #6)
- ロン・カーター - ベース
- フランク・バトラー - ドラムス(on #1, #3, #5)
- トニー・ウィリアムス - ドラムス(on #2, #4, #6)